# Westland Scout
Le Westland Scout était un hélicoptère multi-usages britannique datant des années 1960 . Il fut développé à partir du Westland Wasp